# Armeria tingitana
Armeria tingitana är en triftväxtart som beskrevs av Pierre Edmond Boissier och Georges François Reuter. Armeria tingitana ingår i släktet triftar, och familjen triftväxter. Utöver nominatformen finns också underarten A. t. chamaeropicola.